# Comuna Balaciu, Ialomița
Balaciu este o comună în județul Ialomița, Muntenia, România, formată din satele Balaciu (reședința), Copuzu, Crăsanii de Jos și Crăsanii de Sus.

## Așezare
Comuna se află în jumătatea centrală, ușor vestică, a județului și se întinde pe aproape toată lățimea nord-sud a acestuia. este străbătută de râul Ialomița care curge de la vest la est, precum și de șoseaua națională DN2A ce leagă Slobozia de Urziceni, și de calea ferată ce leagă cele două orașe, pe care este deservită de gara Sărățuica.
Sudul comunei este traversat și de șoseaua județeană DJ201, care merge paralel cu DN2A, pe malul opus al Ialomiței, de la Coșereni la Slobozia și apoi la Țăndărei.

## Demografie
Componența etnică a comunei Balaciu
     Români (93,59%)
     Alte etnii (0,81%)
     Necunoscută (5,6%)
Componența confesională a comunei Balaciu
     Ortodocși (93,47%)
     Alte religii (0,62%)
     Necunoscută (5,91%)
Conform recensământului efectuat în 2021, populația comunei Balaciu se ridică la 1.607 locuitori, în scădere față de recensământul anterior din 2011, când fuseseră înregistrați 1.860 de locuitori. Majoritatea locuitorilor sunt români (93,59%), iar pentru 5,6% nu se cunoaște apartenența etnică. Din punct de vedere confesional, majoritatea locuitorilor sunt ortodocși (93,47%), iar pentru 5,91% nu se cunoaște apartenența confesională.

## Politică și administrație
Comuna Balaciu este administrată de un primar și un consiliu local compus din 9 consilieri. Primarul, Cornel Mihu[*], de la Partidul Social Democrat, este în funcție din octombrie 2020. Începând cu alegerile locale din 2024, consiliul local are următoarea componență pe partide politice:
|  | Partid                          | Consilieri | Componența Consiliului | Componența Consiliului | Componența Consiliului | Componența Consiliului |
|  | ------------------------------- | ---------- | ---------------------- | ---------------------- | ---------------------- | ---------------------- |
|  | Partidul Social Democrat        | 4          |                        |                        |                        |                        |
|  | Alianța Dreapta Unită           | 2          |                        |                        |                        |                        |
|  | Partidul Național Liberal       | 2          |                        |                        |                        |                        |
|  | Alianța pentru Unirea Românilor | 1          |                        |                        |                        |                        |

## Istorie
La sfârșitul secolului al XIX-lea, comuna Balaciu făcea parte din plasa Ialomița-Balta a județului Ialomița și era formată din satele Balaciu de Jos, Balaciu de Sus și Cranțoș și din așezările sezoniere Vlăsceni, Țițeica, Popescu, Vlăsceanu, Mutu, Cazacu și Mușatu. În comună funcționau două biserici și o școală cu 36 de elevi (dintre care 4 fete). La acea vreme, pe teritoriul actual al comunei, în aceeași plasă, era organizată și comuna Fundu-Crăsani, formată din satele Crăsanii de Sus, Fundu-Crăsani și Vadu Pietros, comună ce avea 1484 de locuitori, 3 biserici și 3 școli rurale mixte.
În 1925, Anuarul Socec consemnează comuna în plasa Căzănești a aceluiași județ, având 1841 de locuitori în satele Balaciu de Sus, Balaciu de Jos și Sfântu Gheorghe.
În 1931, satul Sfântu Gheorghe s-a separat și a format o nouă comună, în vreme ce comuna Balaciu a rămas cu satele Balaciu de Jos și Balaciu de Sus, iar comuna Crăsani — cu satele Crăsanii de Jos, Crăsanii de Sus și Copuzu.
În 1950, comuna Balaciu au trecut în subordinea raionului Urziceni din regiunea Ialomița, în vreme ce comuna Crăsani a trecut la raionul Lehliu, din aceeași regiune; în 1952, aceste raioane au trecut în regiunea București. În 1968, comunele au trecut la județul Ialomița, reînființat, dar comuna Crăsani a încetat să mai existe, fiind inclusă în comuna Balaciu. Tot atunci, satele Balaciu de Jos și Balaciu de Sus au fost unite într-un singur sat cu numele de Balaciu, și comunei i-a fost alipit și satul Sărățeni, de la comuna Sărățeni, desființată. Comuna Sărățeni s-a separat din nou în anul 2005.

## Obiective de interes

### Monumente istorice
Cinci obiective din comuna Balaciu sunt incluse în lista monumentelor istorice din județul Ialomița ca monumente de interes local. Trei dintre ele sunt situri arheologice — cel de pe „platoul Deluș” de la Copuzu cuprinde o așezare din secolele al II-lea–I î.e.n. (perioada Latène) și o așezare și o necropolă din perioada daco-romană (secolele al III-lea–al IV-lea); situl de la Crăsani (la ieșirea din satul Crăsanii de Jos către Sudiți) cuprinde așezări din neolitic și din perioada Latène, la fel ca al treilea sit, cel de la „Piscu Crăsani” din zona aceluiași sat.
Celelalte două obiective sunt clasificate ca monumente de arhitectură — casa Petre Niculescu din satul Copuzu (construită în 1910); și situl Balaciu Pitișteanu din satul Crăsanii de Jos, aflat la 5 km sud de DN2A, datând din 1821–1841 și fiind constituit din turnul clopotniță și biserica „Adormirea Maicii Domnului”.

## Personalități născute aici
- Nicolae Stan (n. 1953), prozator, editor, profesor;